# Kanton Châteauneuf-sur-Sarthe
Der Kanton Châteauneuf-sur-Sarthe war von 1790 bis 2015 ein französischer Wahlkreis im Arrondissement Segré, im Département Maine-et-Loire und in der Region Pays de la Loire; sein Hauptort war Châteauneuf-sur-Sarthe. Der Kanton Montreuil-Bellay war 237,07 km² groß und hatte 13.267 Einwohner (Stand 2012).
Im Jahr 2015 wurde der Kanton im Zuge der Umorganisation aufgelöst und seine Gemeinden dem Kanton Tiercé zugeteilt.
Der Kanton umfasste Wahlberechtigte aus folgenden 15 Gemeinden:
| Gemeinde                | Einwohner Jahr | Fläche km² | Bevölkerungsdichte | Code INSEE | Postleitzahl |
| ----------------------- | -------------- | ---------- | ------------------ | ---------- | ------------ |
| Brissarthe              | 621 (2013)     | –          | – Einw./km²        | 49051      | 49330        |
| Champigné               | 2084 (2013)    | –          | – Einw./km²        | 49065      | 49330        |
| Champteussé-sur-Baconne | 228 (2013)     | –          | – Einw./km²        | 49067      | 49220        |
| Châteauneuf-sur-Sarthe  | 3136 (2013)    | –          | – Einw./km²        | 49080      | 49330        |
| Chemiré-sur-Sarthe      | 260 (2013)     | –          | – Einw./km²        | 49093      | 49640        |
| Chenillé-Changé         | 140 (2013)     | –          | – Einw./km²        | 49095      | 49220        |
| Cherré                  | 537 (2013)     | –          | – Einw./km²        | 49096      | 49330        |
| Contigné                | 762 (2013)     | –          | – Einw./km²        | 49105      | 49330        |
| Juvardeil               | 788 (2013)     | –          | – Einw./km²        | 49170      | 49330        |
| Marigné                 | 686 (2013)     | –          | – Einw./km²        | 49189      | 49330        |
| Miré                    | 1056 (2013)    | –          | – Einw./km²        | 49205      | 49330        |
| Querré                  | 335 (2013)     | –          | – Einw./km²        | 49254      | 49330        |
| Sceaux-d’Anjou          | 1132 (2013)    | –          | – Einw./km²        | 49330      | 49330        |
| Sœurdres                | 387 (2013)     | –          | – Einw./km²        | 49335      | 49330        |
| Thorigné-d’Anjou        | 1189 (2013)    | –          | – Einw./km²        | 49344      | 49220        |